# 대니얼 클로스
대니얼 클로스 (Daniel Clowes, 1961년 4월 14일 ~ )는 미국의 만화가이다.
1961년 시카고에서 태어난 대니얼 클로스는 프랫 인스티튜트에서 일러스트레이션을 공부했다. 1985년 엉뚱한 형사물 '로이드 르웰린' 시리즈로 본격적인 활동을 시작했고, 1989년 개인지 형식의 만화 잡지 <에잇볼>을 창간하면서 주목받는 인디 만화가로 자리매김하게 된다. 영화 <판타스틱 소녀백서>의 원작인 '고스트 월드'로 잘 알려진 클로스는 미국 전역의 예술 학교 학생들의 교본이 된 히트작 '아트 스쿨 컨피덴셜'을 비롯해 '데이비드 보링','아이스헤이번' 등 많은 작품을 출간했다. '고스트 월드'는 2000년, '아트 스쿨 컨피덴셜'은 2006년에 두 편 모두 클로스의 각색과 테리 즈와이고프 감독의 연출로 영화화되었다. '윌슨'은 알렉산더 페인 감독에 의해 영화화가 예정되어 있다.

## 만화 (그래픽노블)
- 『고스트 월드』(Ghost World) (2007년, 세미콜론, ISBN 978-89-8371-367-4)
- 『아이스헤이번』(ICE HAVEN) (2007년, 세미콜론, ISBN 978-89-8371-368-1)
- 『윌슨』(Wilson) (2012년, 세미콜론, ISBN 978-89-8371-017-8)
- 『페이션스』(Patience) (2017년, 북스토리, ISBN 9791155641453)